# 朴樹多年臥孔菌
朴樹多年臥孔菌，屬多孔菌科一種，是木棲腐生的中型菇類。該菇類生長於如台灣等地之低中海拔林區，生長期間約是在春夏兩季之間。